# Kadłubiska (powiat hrubieszowski)
Kadłubiska – wieś w Polsce położona w województwie lubelskim, w powiecie hrubieszowskim, w gminie Dołhobyczów.
W latach 1975–1998 miejscowość należała administracyjnie do województwa zamojskiego. 
Wieś stanowi sołectwo gminy Dołhobyczów. W skład sołectwa Kadłubiska wchodzi także wieś Podhajczyki. Według Narodowego Spisu Powszechnego (III 2011 r.) liczyła 121 mieszkańców i była osiemnastą co do wielkości miejscowością gminy.
Wierni Kościoła rzymskokatolickiego należą do parafii Matki Bożej Częstochowskiej w Dołhobyczowie.

## Historia
W XVI wieku wieś zwana często Kadłubiszcza. Pierwsza  wzmianka o wsi pochodzi z 1462 roku. W 1491 należała do Jana Malickiego z  Malic. W 1564 stanowiła własność rodu Kadłubiskich. Natomiast w XVIII i XIX stuleciu do Świeżawskich. Według spisu z 1880 roku znajdowało się tu 20 domostw, zamieszkałych przez 156 chłopów. Spis powszechny z 1921 r. wykazywał 33 domy oraz 245 mieszkańców, w tym 9 Żydów i 81 Ukraińców. Przekaz z końca XIX wieku mówił, iż we wsi znajdował się „dwór staroświecki, od dwóch wieków rezydencja Świeżawskich, którzy w ziemi bełskiej tradycyjnie urzędy sędziowskie piastują".